# Acacia plectocarpa
Acacia plectocarpa é uma espécie de leguminosa do gênero Acacia, pertencente à família Fabaceae.